# 耕织图
《耕织图》原为中国南宋绍兴年间的楼璹以诗配画的方式绍耕织技术的著作。
后世有多种摹本，例如元代的程棨摹本。明天顺六年（1462）宋宗鲁重刊本。后传入日本，成为日本延宝四年（1676）狩野永纳本的祖本，在日本美术界有很大影响。明代万历刊本。《便民图纂》收载《耕织图》三十一幅，更名“农务女红图”并将五言诗改为吴语竹枝词。清朝康熙年间焦秉贞重绘了耕织图。《雍正耕织图》则是中国国家一级文物。
清朝乾隆帝把清漪园（颐和园）的一处富有田园风光的景色也命名为“耕织图”。